# All-Ireland Senior Football Championship 1981
L'All-Ireland Senior Football Championship del 1981 fu l'edizione numero 95 del principale torneo irlandese di calcio gaelico. Kerry si impose per la ventisettesima volta, la quarta consecutiva, l'ultima di questo poker.

## All-Ireland Senior Football Championship

### Semifinali
| Dublino 9 agosto Semifinale | Mayo | 1-06 – 2-19 | Kerry | Croke Park |

| Dublino 23 agosto Semifinale | Down | 0-06 – 0-12 | Offaly | Croke Park |

### Finale All-Ireland
| Dublino 21 settembre Finale | Kerry | 1-12 – 0-08 | Offaly | Croke Park (65.898 spett.) |